# Повіт Сімо-Міноті
Пові́т Сімо́-Міно́ті (яп. 下水内郡, しもみのちぐん, МФА: [ɕimo mʲinot͡ɕi guɴ]) — повіт в префектурі Наґано, Японія.